# Sparganium kawakamii
Sparganium kawakamii är en kaveldunsväxtart som beskrevs av Hiroshi Hara. Sparganium kawakamii ingår i släktet igelknoppar, och familjen kaveldunsväxter. Inga underarter finns listade i Catalogue of Life.